# Bernarde Levêque
Pour les articles homonymes, voir Levêque.
Dame Bernarde Levêque, née en 1706 à Mons (Belgique) et décédée en 1775 à l'abbaye de Soleilmont à Gilly (Belgique), était une moniale cistercienne belge, avant-dernière abbesse d'Ancien Régime de l'abbaye de Soleilmont.

## Biographie
Sans doute fille de militaire, Bernarde Levêque entra à l'abbaye de Soleilmont où elle fit 
profession religieuse le 22 juillet 1734.
À la suite du décès de Dame Berger (3 décembre 1765), abbesse de Soleilmont depuis 1739, l'élection de celle qui lui succéderait eut lieu le 28 décembre 1765, en présence des commissaires du gouvernement. Les religieuses étaient au nombre de vingt-trois. Dame Bernarde Levêque obtint 8 premiers choix et fut proposée pour succéder à Dame Berger. Le 20 janvier 1766, les lettres patentes en faveur de Dame Levêque furent expédiées au nom de l'impératrice et reine Marie-Thérèse. Le jour même, le gouverneur général accorda à la nouvelle abbesse une pension annuelle de 100 florins pour en jouir sa vie durant.
Le 3 février 1766, l'abbé d'Aulne supérieur immédiat du monastère procéda à l'installation solennelle de la nouvelle abbesse. Dame Bernard Levêque devenait la 19e abbesse de Soleilmont. Elle avait choisi les armoiries suivantes : coupé au premier d'azur au soleil d'or ; partie de sable à 3 étoiles d'argent posées de 1 et 2, au 2d d'azur à l'agneau pascal. Devise : la douceur en tout temps.
Dame Bernarde Levêque gouverna l'abbaye pendant 10 ans. Le 20 juillet 1775, à l'âge de 69 ans et 44 ans de vie monastique, l'abbesse décède. Après les obsèques solennelles, elle fut inhumée dans le caveau des abbesses. Lui succéda le 1er juin 1776 Dame Scholastique Daivier.

## Sources
- Notices historiques (les Abbesse de Soleilmont) d'Ignace Van Spilbeeck (Chânoine)
- Archives Daivier
- Photos institut Royal du Patrimoine Artistique (Bruxelles)
- Année de prise de vue: 1945
- Photographe inconnu
- Réf.cliché: N° A83740